# سوزان هايت
سوزان هايت (بالإنجليزية: Susan Hyatt)‏ هي مغنية أمريكية، ولدت في 13 أكتوبر 1970.